# Dryopidae
Dryopidés
Famille
Les Dryopidae, en français Dryopidés, sont une famille de Coléoptères polyphages de la super-famille des Byrrhoidea, à répartition cosmopolite et comptant une centaine d'espèces. Dans les régions tempérées, la plupart des membres de la famille sont aquatiques. Dans les régions plus chaudes, ils vivent plus généralement sur le sol des prairies et des forêts humides.

## Description

### Adultes

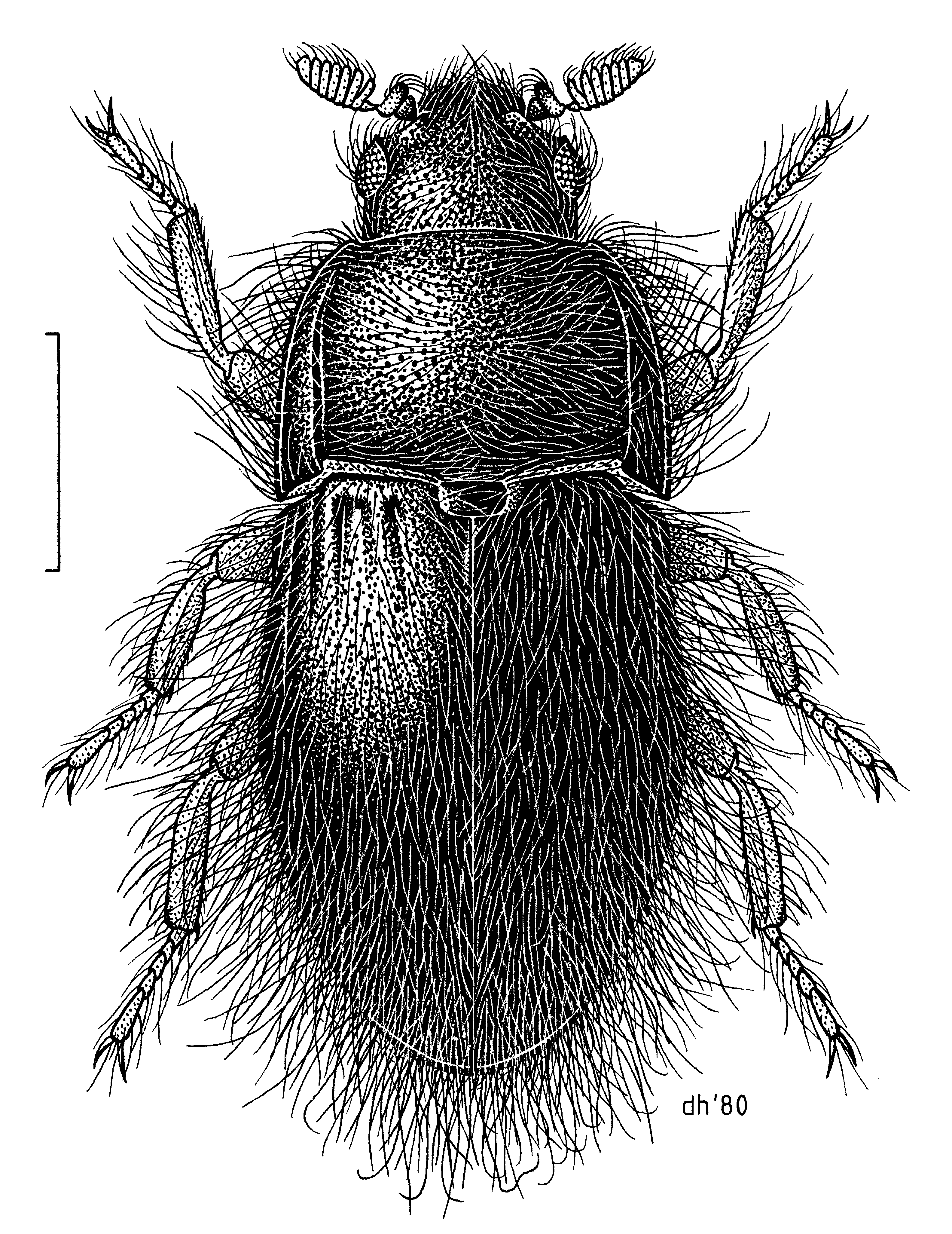
Dessin de Parnida agrestis.

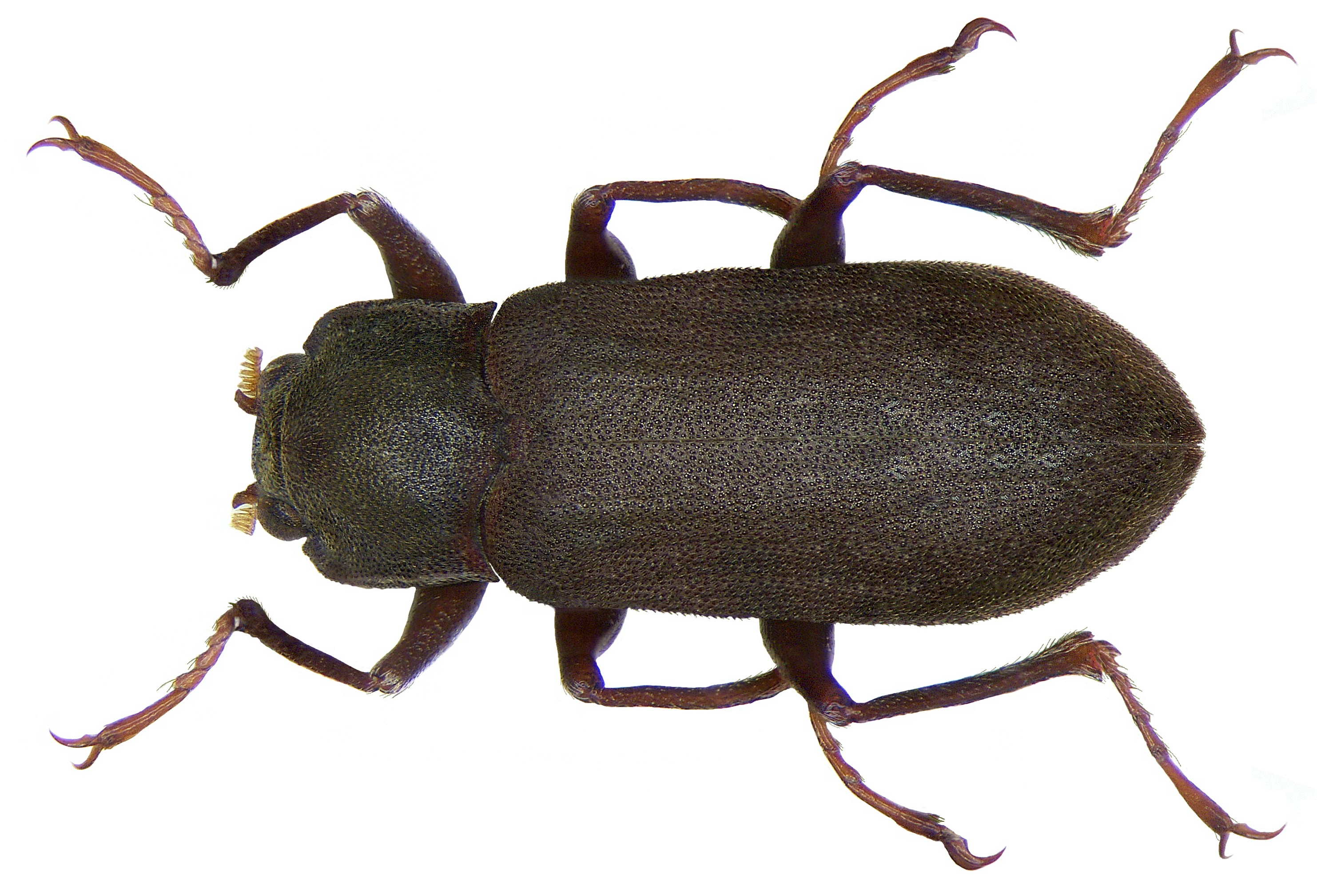
Parahelichus granulicollis.

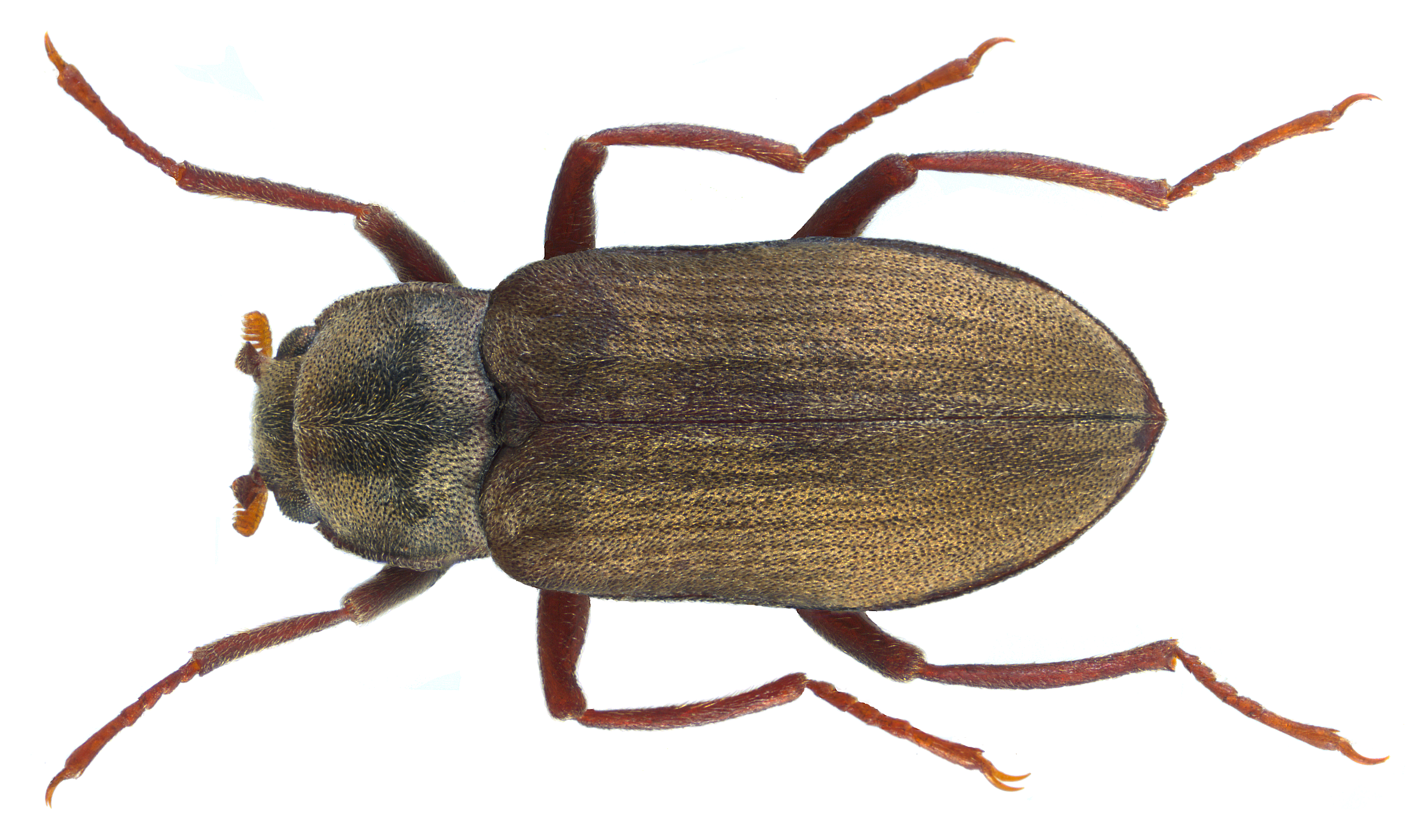
Pomatinus substriatus.

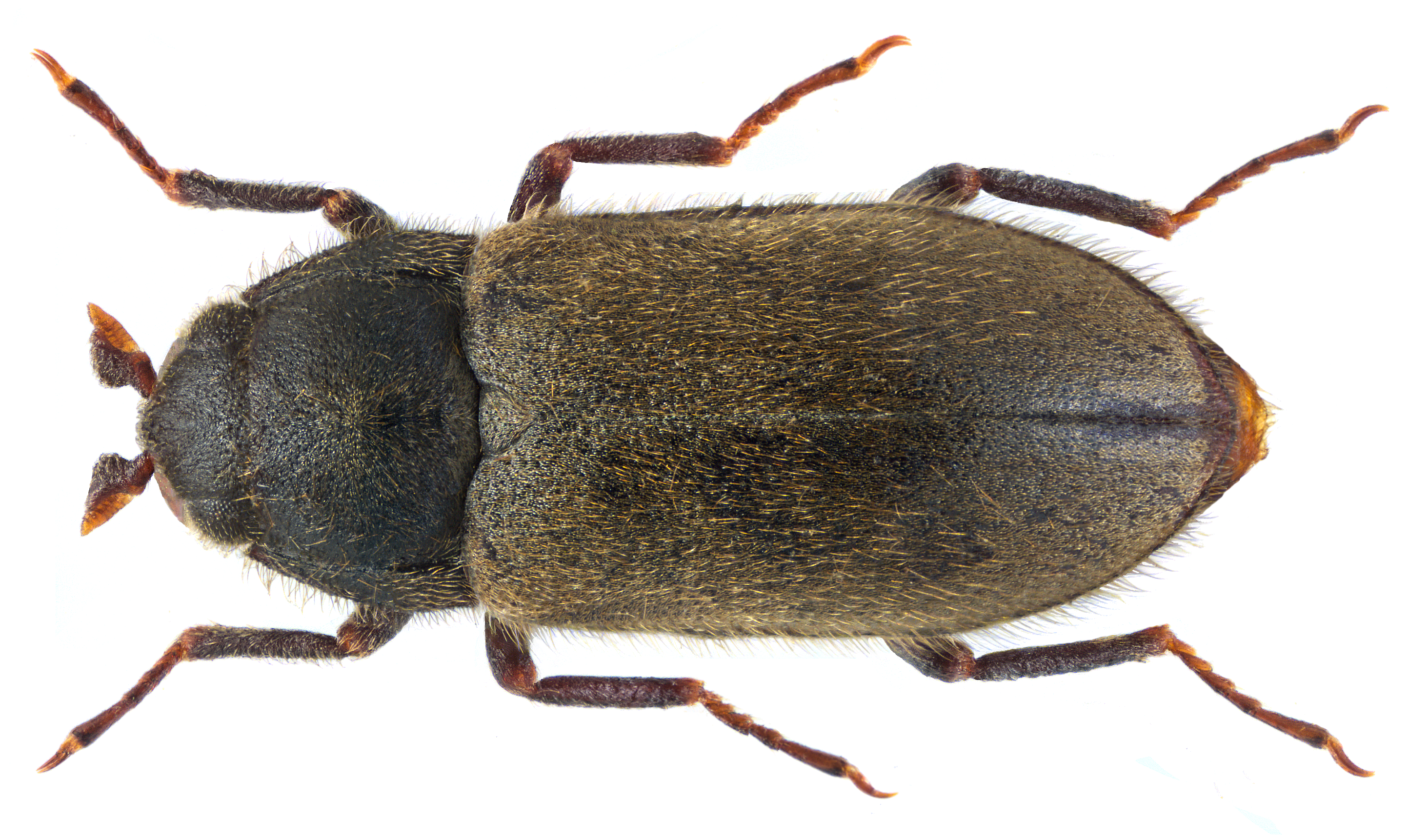
Dryops luridus.

Les espèces sont typiquement allongées et, chez la plupart des espèces tempérées, ont des côtés plutôt parallèles. Leur contour est soit continu, soit resserré entre le pronotum et les élytres. La plupart semblent soyeuses ou argentées en raison d'une pubescence fine et dense sur tout le corps et, chez certaines, il existe une double pubescence avec des soies longues et plutôt dressées sur la surface dorsale. La plupart sont ternes, noirs à bruns ou gris ; certains sont bicolores avec l'avant du corps plus foncé, et certaines espèces tropicales, principalement associées aux bois ou aux habitats terrestres, sont vivement métalliques. La tête est fortement défléchie et rétractée dans le prothorax jusqu'au bord postérieur des yeux, la surface piquée et diversement rugueuse, le vertex parfois impressionné longitudinalement. Les yeux sont convexes, entiers et modérément grands, le labrum étroit et incurvé, les palpes labiaux à trois segments, les palpes maxillaires à quatre segments, chacun avec un segment terminal grand et fusiforme. Les mandibules sont petites, plates et incurvées, apicalement pointues, bi- ou multi-dentées. Les antennes, courtes, dentelées à pectinées, se composent de 8 à 11 segments, le deuxième segment étant souvent élargi et recouvrant certains des autres, le troisième segment étant petit et le reste étant produit intérieurement pour former une massue lamellaire ou pectinée lâche, souvent insérée dans une large cavité antérieure aux yeux. Le pronotum est quadratique ou presque, faiblement convexe et lisse ; sans fovea basal profond mais parfois avec des sillons médians ou sub-latéraux ou des carènes sub-latérales, à surface diversement piquée et micro-sculptée. Les marges latérales sont droites et parallèles ou se rétrécissant à partir de la base, jusqu'à être uniformément arrondies, lisses à finement denticulées, généralement non explicitées ou seulement vers la base et généralement avec un bourrelet latéral distinct. Le prosternum est long devant les coxae, sans rainures pour les appendices ; il est étroit à large entre des cavités coxales diversement transversales qui sont largement ouvertes postérieurement, et généralement insérées dans une rainure mésosternale basale. Le mésosternum est court avec des cavités coxales rondes à faiblement transversales, ouvertes latéralement et séparées par au moins le diamètre d'une coxa. Le métasternum est long et large, parfois doté de lignes post-coxales distinctes ou d'une empreinte médiane, mais autrement lisse. Le scutellum est généralement grand et évident. Les ailes postérieures sont généralement bien développées, parfois réduites ou, rarement, absentes. Les élytres sont entiers, couvrant l'abdomen et généralement continuellement arrondis à l'apogée, à surface lisse à ponctuée de façon aléatoire ou avec des stries ponctuées, les bords latéraux généralement droits ou arrondis de façon régulière, parfois sinués ou resserrés vers le milieu, les épipleures complets et continus jusqu'à l'apex, souvent seulement de façon étroite. Chez certaines espèces vivant au sol, les élytres sont soudés. L'abdomen présente cinq ventrites ; deux ventrites basaux sont connés, le ventrite basal ayant parfois des lignes post-coxales distinctes. Les pattes sont longues et minces. Les fémurs sont minces et non armés, les tibias avec de petits éperons sur l'angle apical interne. Les tarses sont disposés en 5-5-5, sans segments élargis, le segment terminal beaucoup plus long que les autres, griffes lisses.
Chez la plupart des espèces, les sexes sont très similaires. Un seul exemple de dimorphisme est connu : Geoparnus Besuchet, 1978 comprend trois espèces tropicales vivant dans la litière de feuilles des forêts tropicales, et chez l'une d'entre elles, Geoparnus rhinoceros, le mâle possède une corne clypéale.

### Larves
Les larves sont allongées, longues de 5 à 12 mm, cylindriques et effilées vers l'apex ; elles n'ont pas de branchies externes et la plupart sont effilées apicalement ; le neuvième segment abdominal enferme le dixième qui chez certaines espèces possède des branchies trachéales. La tête est généralement cachée du dessus, avec une suture fronto-clypéenne distincte, des mandibules courtes et des antennes à trois segments. La plupart des espèces ont une seule paire d'yeux simples, mais ceux-ci peuvent être absents et représentés par des taches de pigment plus sombre. Les pattes sont à quatre ou cinq segments avec tarsunguli apical en forme de griffe. L'abdomen se divise en neuf segments, 1 à 5 généralement avec une plica ventrale, le huitième avec un opercule à travers lequel s'étend le neuvième. Les spiracles sont généralement présents sur le mésothorax et les segments abdominaux 1 à 8, rarement seulement sur le huitième.

## Habitat et répartition

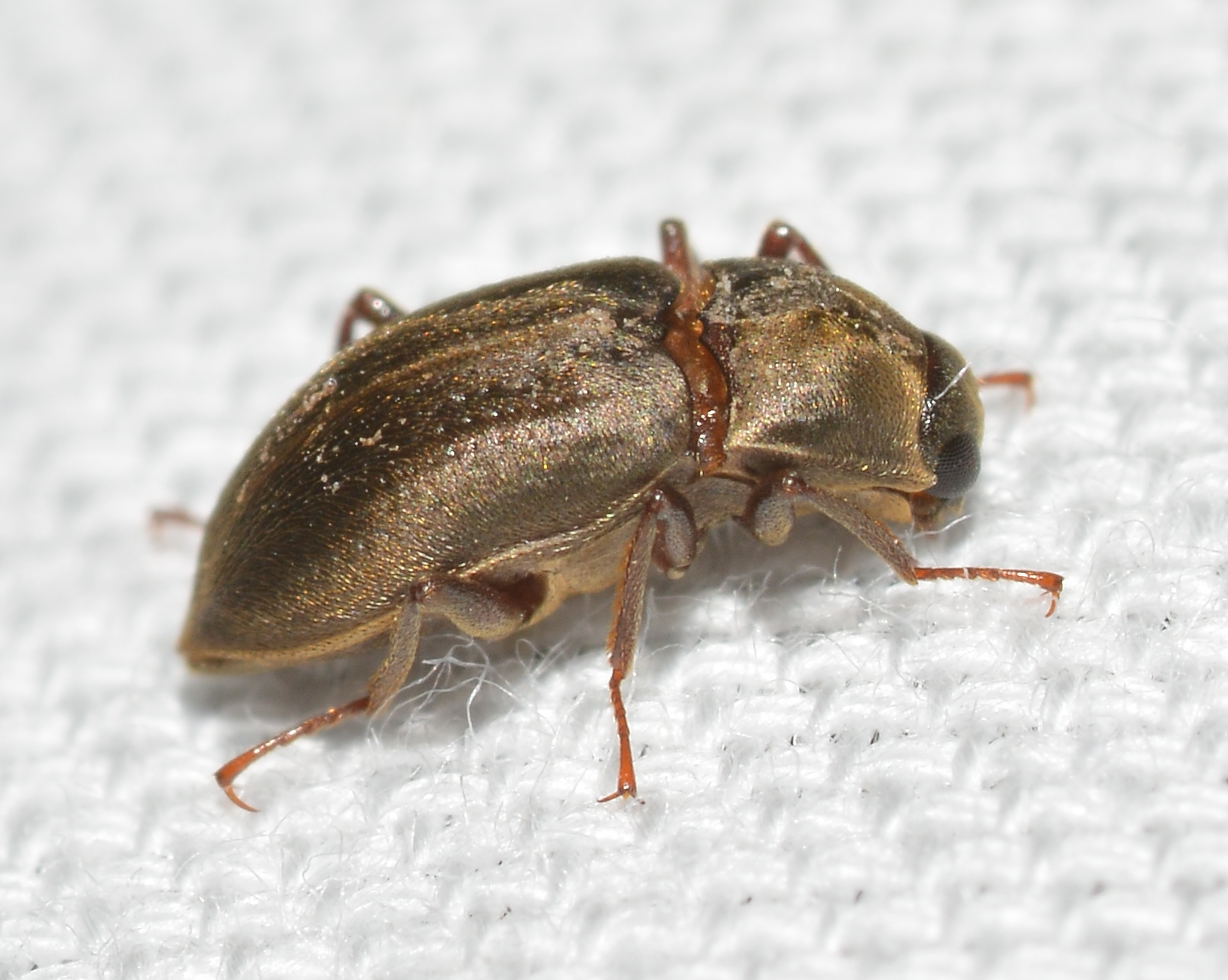
Helichus lithophilus.

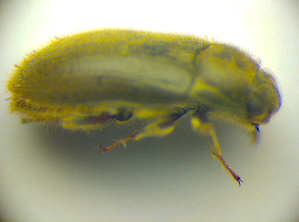
Dryops anglicanus.

Cette famille a une répartition cosmopolite (à l'exception de l'Australie,) et regroupe une centaine d'espèces. La plupart des grandes îles ont leurs propres Dryopidae et de nombreuses espèces endémiques sont connues. La plus grande diversité se trouve dans les régions orientales et néotropicales plus chaudes et en général les populations tempérées sont moins diversifiées : treize espèces de cinq genres se trouvent aux États-Unis alors que plus de 70 espèces de 12 genres ont été enregistrées dans la zone néotropicale. 21 espèces sont recensées en Europe, réparties dans deux genres, Dryops (20 espèces) et Pomatinus (une espèce : Pomatinus substriatus).
Dans les régions tempérées, la plupart des espèces sont associées à des habitats de zones humides (75 % des espèces de Dryopidae sont enregistrées dans les zones humides), mais dans les régions plus chaudes, beaucoup se trouvent parmi la litière de feuilles et les débris dans les prairies et les forêts humides en permanence. Une seule espèce souterraine est connue : Stygnoparnus comalensis, endémique d'un aquifère au Texas. Ses larves se développent supposément dans des poches d'air. Les adultes brun translucide pâle ont des yeux vestigiaux et une pubescence très fine, ils sont autrement tout à fait typiques de la famille. La plupart des espèces se trouvent à une courte distance des rivières ou des lacs. Par exemple, tous les membres du genre contenant le plus d'espèces, Dryops, sont des riverains qui se trouvent près de l'eau et souvent en grande abondance dans les régions néotropicales. Ils se trouvent parmi le feuillage et les racines dans des substrats à grain fin et peuvent être très actifs, s'envolant par temps chaud ou creusant dans un sol gorgé d'eau et, comme ceux de nombreux genres d'Elmidae, utilisent la respiration plastronique pour un mode de vie aquatique indépendant ; certaines espèces du genre Helichus ont été observées en train d'utiliser leurs antennes pour renouveler l'air dans le plastron.
Bien que certaines espèces soient communes, elles peuvent être cryptiques (leur comportement peut rendre difficile leur observation) et difficiles à trouver. L'identification peut être très difficile.

## Cycle biologique

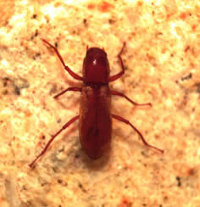
Stygoparnus comalensis dans l'eau.

Les adultes ne nagent pas mais rampent parmi la végétation et les substrats aquatiques. Ceux qui se développent dans des situations riveraines ont tendance à ne pas se disperser très loin ; les adultes récemment éclusés peuvent s'envoler en grand nombre et entrer dans les plans d'eau voisins où ils se nourrissent et s'accouplent, et à ces moments-là, de grands nombres ont été enregistrés à la lumière. Les larves et les adultes se nourrissent de restes organiques ou d'algues microscopiques, etc. En général, la ponte a lieu au printemps lorsque les œufs sont déposés sur des substrats marginaux ou sur les tiges de la végétation proche. Toutes les larves connues sont terrestres et celles des espèces riveraines se développent à quelques mètres de l'eau, généralement dans le sol, sous des débris ou parmi les racines, etc. et la nymphose a lieu dans une cellule du substrat. Dans les régions tempérées, la plupart des espèces sont probablement univoltines, mais certaines espèces néarctiques du genre Helichus sont connues pour passer plusieurs années au stade larvaire. Les adultes sont présents tout au long de l'année ; ils sont actifs du printemps à l'automne et passent l'hiver parmi les feuilles mortes. Les adultes sont facilement balayés de la végétation marginale ou peuvent être trouvés sur le sol ou parmi les feuilles et les tiges submergées dans les marges peu profondes. Parfois, ils apparaissent en nombre après que le sol ait été inondé et souvent ils apparaissent dans les filets de balayage pour les coléoptères aquatiques. Dans les climats plus chauds, on les trouve parmi des échantillons tamisés de litière de forêt ou de prairie, et de grands nombres peuvent apparaître dans des pièges lumineux ou des pièges d'interception de vol pendant la dispersion au printemps.

## Paléontologie
La famille est également connue à l'état fossile, dans les genres Dryops, Helichus, Helmis et Pomatinus, dont des fossiles datent du Quaternaire, du Miocène, de l'Oligocène et de l'Éocène pour les plus anciens. Deux autres genres, exclusivement fossiles, ont été décrits, Palaeoriohelmis datant du Rupélien et Potamophilites datant de l'Éocène.

## Systématique
La famille des Dryopidae est créée en 1820 par le naturaliste suédois Gustav Johan Billberg, pour le genre type Dryops. Bien que distincts, les Dryopidae sont très étroitement liés aux Elmidae et pendant de nombreuses années, les deux groupes ont été inclus dans la seule famille des Parnidae Leach, 1817.
Dryopidae a pour synonymes :
- Chiloeidae
- Parnidae Leach, 1817

## Liste des genres
Selon GBIF (28 juin 2022) :
- Ahaggaria Bollow, 1938
- Ceradryops Hinton, 1937
- Dermestosoma Méquignon, 1934
- Drylichus Heller, 1916
- Dryops Olivier, 1791
- Elmomorphus Sharp, 1888
- Elmoparnus Sharp, 1882
- Franzyops Kodada, 1998
- Geoparnus Besuchet, 1978
- Ghiselinius Perkins, 1997
- Guaranius Spangler, 1991
- Helichus Erichson, 1847
- Holcodryops Spangler, 1987
- Lathelmis Reitter, 1883
- Limnaeus Billberg, 1820
- Malaiseianus Bollow, 1940
- Microparnus Shepard, 2019
- Momentum Perkins, 1997
- Monstrosostea Kodada & Boukal, 2000
- Novopelmus Shepard, 2020
- Onopelmus Spangler, 1980
- Oreoparnus Delève, 1965
- Oreoparvus Delève, 1965
- Pachyparnus Fairmaire, 1889-01
- Palaeoriohelmis Bollow, 1940
- Parahelichus Bollow, 1940
- Parnida Broun, 1880
- Pedestrodryops Kodada, 2001
- Pelonomus Erichson, 1847
- Phallodryops Delève, 1963
- Platyparnus Shepard & Barr, 2018
- Pomatinus Sturm, 1853
- Postelichus Nelson, 1989-01
- Potamophilites Haupt, 1956
- Praehelichus Bollow, 1940
- Protoparnus Sharp, 1883
- Pseudopelonomus Brown, 1981
- Quadryops Perkins & Spangler, 1985
- Rapnus Grouvelle, 1899
- Sostea Pascoe, 1860
- Sosteamorphus Hinton, 1936
- Spalacosostea Kodada, 1996
- Stenomystax Kodada, Jäch & Ciampor, 2003
- Strina Redtenbacher, 1867
- Stygoparnus Barr & Spangler, 1992-12
- Uenodryops Sato, 1981